# Cambridge Z88
Der Cambridge Z88 ist ein kleines Notebook mit Flüssigkristallbildschirm auf Basis des Zilog Z80-Prozessors, der ab April 1987 gebaut wurde.
Produziert wurde er von Cambridge Computer, einem Unternehmen, das Sir Clive Sinclair gründete, nachdem er das Computergeschäft von Sinclair Research 1986 an den Konkurrenten Amstrad verkauft hatte. Aufgrund des Geschäfts mit Amstrad durfte er keine Computer mehr unter seinem eigenen Namen verkaufen. Trotz eines gewissen Erfolgs hauptsächlich in Großbritannien konnte sich der Z88 insgesamt nicht durchsetzen und war Clive Sinclairs letzter Computer.
Der Z88 entstand aus Sir Clive Sinclairs Projekt Pandora Portable Computer, welches sich mit der Entwicklung des Rechners seit Mitte der 1980er Jahre beschäftigte.

## Heutige Verwendung
Der Z88 hat noch heute eine Fangemeinde, sodass das Gerät immer noch von Fans in Gebrauch ist. Eine ganze Reihe von Software für das Gerät kann noch gekauft werden, inklusive Spiele und Dienstprogramme. Seit 1998 gibt es eine 1 MiB große Flash-Speicherkarte, die als nichtflüchtiger Datenspeicher Verwendung findet. Der Z88 wurde zum ersten Mal der Öffentlichkeit in der Which Computer? Show am 17. Februar 1987 vorgestellt.

## Technische Daten
| CPU                 | Z80A                                                                            |
| Taktfrequenz        | 3,28 MHz                                                                        |
| Hauptspeicher       | 32 kB / max. 4 MB                                                               |
| ROM                 | 128 kB                                                                          |
| Schnittstellen      | RS232, 3 × Module (RAM oder ROM), Z80-Bus                                       |
| Stromversorgung     | Netzteil 6,5 Volt Gleichstrom 500 mA oder 4 Standardbatterien Größe AA 1,5 Volt |
| Laufzeit Batterie   | 20 Stunden                                                                      |
| Grafik              | 640 × 64 Pixel mit 3 Graustufen                                                 |
| Text                | 80 Zeichen und 6 Zeilen mit 3 Graustufen                                        |
| Anzeige             | LCD                                                                             |
| Audio               | mono                                                                            |
| Lautsprecher        | ja                                                                              |
| Tastatur            | 64 Gummitasten, QWERTY oder QWERTZ                                              |
| Betriebssystem      | OZ                                                                              |
| Programmiersprachen | BBC BASIC                                                                       |
| Anwendungssoftware  | kombinierte Textverarbeitung/Tabellenkalkulation/Datenbank Pipedream            |